# Reseda microcarpa
Reseda microcarpa är en resedaväxtart som beskrevs av Muell.-arg. Reseda microcarpa ingår i släktet resedor, och familjen resedaväxter. Inga underarter finns listade i Catalogue of Life.